# Stolnica sv. Gilesa
Stolnica sv. Gilesa (škotskogelsko Cathair-eaglais Naomh Giles) ali High Kirk of Edinburgh je župnijska cerkev Škotske cerkve v starem mestnem jedru Edinburga. Sedanja stavba se je začela v 14. stoletju in podaljšana do začetka 16. stoletja; v 19. in 20. stoletju so bile izvedene pomembne spremembe, vključno z dodatkom kapele Reda osata. St Giles je tesno povezan s številnimi dogodki in osebnostmi v škotski zgodovini, vključno z Johnom Knoxom, ki je služil kot cerkveni minister po škotski reformaciji.
Cerkev, ki je bila verjetno ustanovljena v 12. stoletju in posvečena svetemu Gilesu, je papež Pavel II. leta 1467 povzdignil v kolegijski status. Leta 1559 je cerkev z Johnom Knoxom, najpomembnejšo osebnostjo škotske reformacije, kot njen minister, postala protestantska. Po reformaciji je bil St Giles interno razdeljen, da je služil več kongregacijam in posvetnim namenom, kot sta zapor in prostor za srečanja škotskega parlamenta. Leta 1633 je Karel I. spremenil cerkev sv. Gilesa v stolnico novoustanovljene škofije Edinburg. Karlov poskus vsiliti doktrinarne spremembe prezbiterijanu Škotske cerkve, vključno z molitvenikom, ki je 23. julija 1637 povzročil nemire v St Gilesu, kar je pospešilo oblikovanje zaveznikov in začetke vojn treh kraljestev. Vloga St. Gilesa v škotski reformaciji in uporu Covenanters je privedla do tega, da jo imenujejo »mati cerkev svetovnega prezbiterijanstva«.
St Giles' je ena najpomembnejših srednjeveških župnijskih cerkva na Škotskem. Prva cerkev sv. Gilesa je bila majhna romanska stavba, od katere so ostali le fragmenti. V 14. stoletju je to nadomestila sedanja stavba, ki je bila povečana med poznim 14. in zgodnjim 16. stoletjem. Cerkev je med letoma 1829 in 1833 spremenil William Burn, med letoma 1872 in 1883 pa jo je obnovil William Hay s podporo Williama Chambersa. Chambers je upal, da bo St Giles' postal »Westminstrska opatija za Škotsko« z obogatitvijo cerkve in dodajanjem spomenikov uglednim Škotom. Med letoma 1909 in 1911 je bila cerkvi prizidana kapela bodika, ki jo je zasnoval Robert Lorimer.
Od srednjeveškega obdobja je bil St Giles prizorišče nacionalno pomembnih dogodkov in storitev; tam so potekala bogoslužja Reda osata. Cerkev je poleg aktivne kongregacije eno najbolj priljubljenih mest za obiskovalce na Škotskem: leta 2018 je privabila več kot milijon obiskovalcev.

## Ime in posvetitev
Sveti Giles je zavetnik gobavcev. Čeprav je bil v glavnem povezan z samostanom Saint-Gilles v današnji Franciji, je bil priljubljen svetnik v srednjeveški Škotski. Cerkev so najprej posedovali menihi reda svetega Lazarja, ki so služil med gobavci; če je David I. Škotski ali Aleksander I. Škotski ustanovitelj cerkve, je posvetitev morda povezana z njuno sestro Matildo, ki je ustanovila St Giles in the Fields.
Pred reformacijo je bila župnijska cerkev sv. Gilesa edina župnijska cerkev v Edinburgu in nekateri sodobni pisci, kot je Jean Froissart, preprosto omenjajo »edinburško cerkev«. Od povišanja v status kolegijske cerkve leta 1467 do reformacije je bil polni naziv cerkve »kolegialna cerkev sv. Gilesa Edinburškega«. Celo po reformaciji je cerkev potrjena kot »kolegijska cerkev Sanct Geilla«. Listina iz leta 1633 o povišanju St Gilesa v stolnico beleži njeno splošno ime kot Saint Giles' Kirk.
St. Giles je imela status stolnice med letoma 1633 in 1638 ter ponovno med letoma 1661 in 1689 v obdobjih škofovstva znotraj Škotske cerkve. Od leta 1689 Škotska cerkev kot prezbiterijanska cerkev ni imela škofov in zato tudi ne stolnic. St Giles' je ena od številnih nekdanjih stolnic v Škotski cerkvi – kot sta Glasgowska stolnica ali stolnica v Dunblanu –, ki obdržijo svoj naziv, čeprav so izgubile ta status. Od prvotnega povišanja cerkve v status stolnice se stavba kot celota na splošno imenuje stolnica St Gilesa, St Giles' Kirk ali preprosto St Giles'.
Naslov High Kirk je na kratko potrjen med vladavino Jakoba VI., ki se nanaša na celotno stavbo. Odredba tajnega sveta Škotske iz leta 1625 se nanaša na kongregacijo Great Kirk, ki se je takrat zbirala v St Gilesu, kot na High Kirk. Naziv je izginil iz uporabe, dokler ni bil v poznem 18. stoletju ponovno uporabljen za vzhodno (ali novo) Kirko, najvidnejšo od štirih kongregacij, ki so se takrat zbirale v cerkvi. Od leta 1883 kongregacija High Kirk zaseda celotno stavbo.

## Lokacija
Kraljeva komisija za starodavne in zgodovinske spomenike Škotske je St Giles' opredelila kot »osrednje središče starega mesta«. Cerkev zavzema izrazit in raven del grebena, ki vodi navzdol od Edinburškega gradu; leži na južni strani High Street: glavne ulice starega mesta in ene od ulic, ki sestavljajo Royal Mile.
Od začetne gradnje v 12. stoletju do 14. stoletja je bila cerkev sv. Gilesa blizu vzhodnega roba Edinburga. Do izgradnje kraljevega zidu sredi 15. stoletja se je mesto razširilo in St Giles' je stal blizu njegovega središča. V poznem srednjem veku in zgodnjem novem veku je bil St Giles' tudi središče edinburškega državljanskega življenja: Tolbooth – upravno središče Edinburgha – je stal takoj severozahodno od cerkve in Mercat Cross – trgovsko in simbolično središče Edinburgha neposredno severovzhodno od nje.
Od izgradnje Tolbootha v poznem 14. stoletju do začetka 19. stoletja je St Giles' stal na najbolj zoženi točki High Street, pri čemer sta Luckenbooth in Tolbooth štrlela v High Street takoj severno in severozahodno od cerkve. V ozkem prostoru med Luckenbooths in severno stranjo cerkve je nastal pas, znan kot Stinkand Style (ali Kirkov slog). V tem pasu so bile med oporniki cerkve postavljene odprte stojnice, znane kot Krames.
St Giles tvori severno stran Parlamentarnega trga s sodišči na južni strani trga. Območje neposredno južno od cerkve je bilo prvotno dvorišče, ki se je raztezalo navzdol do Cowgate. St Giles' je več kot 450 let služil kot župnijsko pokopališče za celotno mesto. V največjem obsegu so grobišča obsegala skoraj 0,5 ha. To je bilo zaprto za pokope leta 1561 in predano mestnemu svetu leta 1566. Od izgradnje parlamenta leta 1639 se je razvilo nekdanje dvorišče in oblikoval trg. Zahodno pročelje St Giles'a je obrnjeno proti nekdanjim stavbam okrožja Midlothian čez West Parliament Square.

## Zgodovina

### Zgodnja leta
Ustanovitev St Gilesa je običajno datirana v leto 1124 in pripisana Davidu I. Župnija je bila verjetno ločena od starejše župnije St Cuthbert's. David I. je Edinburg povzdignil v meščansko mesto in med njegovo vladavino so cerkev in njena zemljišča (Granž sv. Gilesa) prvič izpričana, saj so bila v lasti menihov reda svetega Lazarja. Ostanki uničene romanske cerkve kažejo podobnosti s cerkvijo v Dalmenyju, ki je bila zgrajena med letoma 1140 in 1166. Gilesa je posvetil David de Bernham, škof St Andrewsa, 6. oktobra 1243. Ker je St Giles izpričan skoraj stoletje prej, je bila to verjetno ponovna posvetitev, da bi popravili izgubo katerega koli zapisa o prvotni posvetitvi.
Leta 1322 med prvo škotsko vojno za neodvisnost so čete Edvarda II. Angleškega oropale opatijo Holyrood in morda napadle tudi St Giles'. Jean Froissart piše, da so se leta 1384 škotski vitezi in baroni na skrivaj srečali s francoskimi odposlanci v St Gilesu in proti željam Roberta II. načrtovali napad na severne grofije Anglije. Čeprav je bil napad uspešen, se je Rihard II. Angleški maščeval na škotskih mejah in v Edinburgu avgusta 1385, St Giles' pa je bil požgan. Ožganine naj bi bile še v 19. stoletju vidne na stebrih križišča.
V nekem trenutku v 14. stoletju je romansko cerkev sv. Gilesa iz 12. stoletja nadomestila sedanja gotska cerkev. Vsaj križišče in ladja sta bila zgrajena do leta 1387, saj sta tega leta prošt Andrew Yichtson in Adam Forrester iz Nether Libertona naročila Johnu Skuyerju, Johnu Primroseu in Johnu iz Sconea, da dodajo pet kapel na južno stran ladje.
V 1370-ih so redovniki lazaristi podprli angleškega kralja in sv. Giles je ponovno prevzel škotsko krono. Leta 1393 je Robert III. podelil St Giles' opatiji Scone kot nadomestilo za stroške, ki jih je imela opatija leta 1390 med kraljevim kronanjem in pogrebom njegovega očeta. Poznejši zapisi kažejo, da je duhovniška imenovanja v St Gilesu opravil monarh, kar nakazuje, da se je cerkev kmalu zatem vrnila k kroni.

### Kolegijska cerkev
Leta 1419 je Archibald Douglas, 4. grof Douglasov, vodil neuspešno peticijo pri papežu Martinu V. za povzdignjenje St Gilesa v status kolegija. Leta 1423 in 1429 so sledile neuspešne peticije v Rim. Grad je leta 1466 vložil še eno peticijo za status kolegija, ki jo je februarja 1467 odobril papež Pavel II. Ustanova je nadomestila vlogo vikarja s proštom, ki ga spremljajo kurat, šestnajst kanonikov, župnijski redar, minister za zbor in štirje zboristi.
V obdobju teh prošenj je William Preston iz Gortona z dovoljenjem Karla VII. Francoskega iz Francije prinesel roko svetega Gilesa, pomembno relikvijo. Od sredine 1450-ih je bil Prestonska ladja dodana na južno stran kora v spomin na tega dobrotnika; Prestonovi najstarejši moški potomci so dobili pravico nositi relikvijo na čelu procesije ob dnevu svetega Gilesa vsakega 1. septembra. Okoli leta 1460 je razširitev kora in dodatek svetlobnega nadstropja podprla Marija Guelderska, verjetno v spomin na svojega moža Jakoba II.
V letih po povišanju St Gilesa v kolegijski status se je število kaplanov in dotacij močno povečalo in do reformacije je bilo v St Gilesu morda celo petdeset oltarjev. Leta 1470 je papež Pavel II. status sv. Gilesa še povišal, tako da je odobril peticijo Jakoba III., da cerkev izvzame iz pristojnosti škofa St. Andrewsa.
Med županovanjem Gavina Douglasa je bil St Giles' osrednji del odziva Škotske na nacionalno katastrofo bitke pri Floddnu leta 1513. Ker je mestni svet edinburškim možem ukazal, naj branijo mesto, je bilo ženskam ukazano, naj se zberejo v St Gilesu, da molijo za Jakoba IV. in njegovo vojsko. Maša zadušnica za kralja in spominska maša za mrtve v bitki sta bili v St Gilesu, Walter Chepman pa je obdaril kapelo Križanja v spodnjem delu dvorišča v spomin na kralja.
Poleti 1544 med vojno, znano kot Rough Wooing, potem ko je angleška vojska požgala Edinburgh, je regent Arran v stolpu cerkve ohranil garnizijo strelcev.
Najzgodnejši zapis o reformiranih čustvih v St Gilesu je iz leta 1535, ko je bil Andrew Johnston, eden od kaplanov, prisiljen zapustiti Škotsko zaradi krivoverstva. Oktobra 1555 je mestni svet slovesno zažgal knjige v angleškem jeziku, verjetno besedila reformatorjev, zunaj St Giles'a. Kraja podob Device, sv. Frančiška in sv. Trojice iz cerkve leta 1556 je bila morda vznemirjenje reformatorjev. Julija 1557 je bil cerkveni kip njenega pokrovitelja, svetega Gilesa, ukraden in po Johnu Knoxu utopljen v Nor Lochu, nato pa sežgan. Za uporabo v procesiji ob dnevu svetega Gilesa tistega leta je bil kip nadomeščen s kipom, izposojenim od edinburških frančiškanov; čeprav je bil tudi ta poškodovan, ko so protestanti zmotili dogodek.

### Reformacija
Na začetku leta 1559, ko se je škotska reformacija vse bolj uveljavljala, je mestni svet najel vojake za obrambo St Gilesa pred reformatorji; svet je tudi razdelil cerkvene zaklade med zaupne meščane v hrambo. Ob 15. uri 29. junija 1559 je vojska lordov kongregacije brez nasprotovanja vstopila v Edinburgh in tisto popoldne je John Knox, najpomembnejša osebnost reformacije na Škotskem, prvi pridigal v St Giles'u. Naslednji teden je bil Knox izvoljen za duhovnika St Gilesa in teden za tem se je začelo čiščenje rimskokatoliške opreme cerkve.
Marija Guise (ki je takrat vladala kot regentka svoje hčerke Marije) je opatijo Holyrood ponudila kot kraj čaščenja za tiste, ki so želeli ostati v rimskokatoliški veri, medtem ko je St Giles služil edinburškim protestantom. Marija Guise je tudi ponudila gospodu kongregacije, da bo edinburška župnijska cerkev po 10. januarju 1560 ostala v kateri koli veroizpovedi, ki se bo izkazala za najbolj priljubljeno med prebivalci mesta. Ti predlogi pa niso bili uspešni in lordi kongregacije so podpisali premirje z rimskokatoliškimi silami in izpraznili Edinburg. Knox je v strahu za svoje življenje 24. julija 1559 zapustil mesto. St Giles' pa je ostal v rokah protestantov. Knoxov namestnik John Willock je še naprej pridigal, čeprav so francoski vojaki motili njegove pridige, v cerkvi pa so bile izdelane lestve, ki so bile uporabljene v obleganju Leitha.
Dogodki škotske reformacije so se nato za kratek čas obrnili v korist rimskokatoliške stranke: ponovno so zavzeli Edinburg in francoski agent Nicolas de Pellevé, škof Amiensa, je 9. novembra 1559 ponovno posvetil St Giles kot rimskokatoliško cerkev. Potem ko je pogodba iz Berwicka zagotovila intervencijo Elizabete I. Angleške na strani reformatorjev, so ponovno zavzeli Edinburgh. Cerkev sv. Giles je 1. aprila 1560 ponovno postala protestantska cerkev, Knox pa se je vrnil v Edinburg 23. aprila 1560. Škotski parlament je uzakonil, da od 24. avgusta 1560 papež nima oblasti na Škotskem.
Delavci, ki so jim pomagali mornarji iz pristanišča Leith, so potrebovali devet dni, da so odstranili kamnite oltarje in spomenike iz cerkve. Prodajali so dragocene predmete, ki so jih uporabljali pri bogoslužju pred reformacijo. Cerkev je bila prebeljena, njeni stebri pobarvani z zeleno barvo, na stenah pa naslikani deset božjih zapovedi in Gospodova molitev. Nameščeni so bili sedeži za otroke ter mestni svet in ustanovitve. Postavljena je bila tudi prižnica, verjetno na vzhodni strani križišča. Leta 1561 je bilo dvorišče južno od cerkve zaprto in večina poznejših pokopov je bila opravljena v Greyfriars Kirkyardu.

### Cerkev in krona: 1567–1633
Leta 1567 je bila škotska kraljica Marija odstavljena in nasledil jo je njen mladi sin Jakob VI. St. Giles je bil osrednja točka marijanske državljanske vojne, ki je sledila. Po njegovem atentatu januarja 1570 je bil regent Moray, vodilni nasprotnik Marije, škotske kraljice, pokopan v cerkvi; John Knox je pridigal na tem dogodku. Edinburg je za kratek čas padel v roke Marijinih sil in junija in julija 1572 je William Kirkcaldy iz Grangea namestil vojake in topove v stolp. Čeprav je njegov 9-letni kolega John Craig med temi dogodki ostal v Edinburghu, se je Knox zaradi slabega zdravja upokojil v St Andrews. Deputacija iz Edinburgha ga je odpoklicala v St Giles' in tam je imel svojo zadnjo pridigo 9. novembra 1572. Knox je umrl pozneje tisti mesec in bil pokopan na dvorišču v navzočnosti regenta Mortona.
Po reformaciji so bili deli St Gilesa predani posvetnim namenom. Leta 1562 in 1563 so bili zahodni trije deli cerkve pregrajeni z zidom, da bi služili kot podaljšek Tolbootha: v tej vlogi je bil uporabljen kot prostor za srečanja meščanskih kazenskih sodišč, sodišča za zasedanje, in parlamenta Škotske. Nepokorna rimskokatoliška duhovščina (in kasneje zagrizeni grešniki) je bila zaprta v sobi nad severnimi vrati. Stolp so do konca 16. stoletja uporabljali tudi kot zapor. Maiden – zgodnja oblika giljotine – je bila shranjena v cerkvi. Zakristijo so preuredili v pisarno in knjižnico za mestnega uradnika, tkalcem pa je bilo dovoljeno postaviti statve na podstrešju.
Okoli leta 1581 je bila notranjost razdeljena na dve zborni hiši: kor je postal Vzhodna (ali Mala ali Nova) Kirka, križišče in preostali del ladje pa Velika (ali Stara) Kirka. Te kongregacije, skupaj s Trinity College Kirk in Magdalenino kapelo, so imele skupno sejo kirk. Leta 1598 je bilo zgornje nadstropje predelne stene Tolbooth spremenjeno v Zahodno (ali Tolbooth) Kirk.
Med zgodnjo večino Jakoba VI. so ministri sv. Gilesa – pod vodstvom Knoxovega naslednika Jamesa Lawsona – oblikovali, po besedah Camerona Leesa, »nekakšen duhovni konklav, s katerim je morala država računati, preden je njen predlog v cerkvenih zadevah postal zakon«. Med njegovo udeležbo v Veliki Kirki je bil James v pridigah ministrantov pogosto deležen tarnanja in odnosi med kraljem in reformirano duhovščino so se poslabšali. Spričo nasprotovanja ministrov sv. Gilesa je Jakob od leta 1584 uvajal zaporedne zakone za ustanovitev škofovstva v Škotski cerkvi. Odnosi so dosegli najnižjo raven po nemiru v St Gilesu 17. decembra 1596. Kralj se je za kratek čas preselil v Linlithgow, ministre pa so obtožili hujskanja množice; so pobegnili iz mesta, namesto da bi ugodili njihovemu pozivu, naj se prikažejo pred kraljem. Da bi oslabil ministre, je Jakob od aprila 1598 uveljavil ukaz mestnega sveta iz leta 1584 o razdelitvi Edinburgha na ločene župnije. 
Leta 1620 je kongregacija Upper Tolbooth izpraznila St Giles' za novoustanovljeno Greyfriars Kirk.

### Katedrala
Jakobov sin in naslednik Karel I. Angleški je prvič obiskal St Giles' 23. junija 1633 med obiskom Škotske za njegovo kronanje. V cerkev je prišel nenapovedan in bralca zamenjal z duhovščino, ki je vodila bogoslužje po obredih anglikanske cerkve. 29. septembra istega leta je Karel v odgovor na peticijo Johna Spottiswooda, nadškofa St Andrewsa, povzdignil cerkev sv. Gilesa v status stolnice, ki bo služila kot sedež novega edinburškega škofa. Začela so se dela za odstranitev notranjih predelnih sten in opremljanje notranjosti v slogu stolnice v Durhamu.
Delo na cerkvi ni bilo dokončano, ko je 23. julija 1637 zamenjava Knoxove Book of Common Order sv. Gilesa s škotsko različico Book of Common Prayer anglikanske cerkve povzročila nemire zaradi domnevne podobnosti slednje z rimskokatoliškim obredom. Tradicija potrjuje, da se je ta nemir začel, ko je trgovka na tržnici po imenu Jenny Geddes vrgla svoje blato v dekana Jamesa Hannaya. Kot odziv na nemire so bile službe v St Gilesu začasno prekinjene.
Dogodki 23. julija 1637 so februarja 1638 pripeljali do podpisa Narodne zaveze, ki je posledično pripeljala do škofovskih vojn, prvega spopada med vojnami treh kraljestev. Cerkev sv. Gilesa je ponovno postala prezbiterijanska cerkev in predelne stene so bile obnovljene. Pred letom 1643 je bil Prestonova ladja opremljena tudi kot stalni kraj srečanja generalne skupščine škotske cerkve.
Jeseni 1641 se je Karel I. udeležil prezbiterijanskih bogoslužij v East Kirku pod nadzorom njegovega ministra, Alexandra Hendersona, vodilnega Covenanterja. Kralj je izgubil škofovske vojne in je prišel v Edinburgh, ker ga je Riponska pogodba prisilila k ratifikaciji aktov škotskega parlamenta, ki so bili sprejeti med prevlado Covenanters.
Po porazu Covenanterjev v bitki pri Dunbarju so čete Commonwealtha Anglije pod vodstvom Oliverja Cromwella vstopile v Edinburgh in zasedle East Kirk kot garnizijsko cerkev. General John Lambert in sam Cromwell sta bila med angleškimi vojaki, ki so pridigali v cerkvi, med protektoratom pa sta bili East Kirk in Tolbooth Kirk vsaka razdeljena na dvoje.
Ob obnovi leta 1660 je bila cromwellovska predelna stena odstranjena iz Vzhodne Kirke in tam postavljena nova kraljeva galerija. Leta 1661 je škotski parlament pod Karlom II. obnovil škofovstvo in cerkev sv. Gilesa je ponovno postala katedrala. [120] Po Charlesovem ukazu je bilo truplo Jamesa Grahama, 1. markiza Montrosea – visokega podpornika Charlesa I., ki so ga usmrtili Covenanters – ponovno pokopali v St Giles'. Ponovna uvedba škofov je sprožila novo obdobje upora in po bitki pri Rullion Greenu leta 1666 so bili Covenanterji zaprti v nekdanjem duhovniškem zaporu nad severnimi vrati, ki je do takrat postal znan kot Haddova luknja zaradi zaprtja tamkajšnjega voditelja rojalistov Sir Johna Gordona, 1. baroneta, iz Haddoja leta 1644.
Po Slavni revoluciji so škotski škofje ostali zvesti Jakobu VII. Po nasvetu Williama Carstaresa, ki je kasneje postal minister High Kirk, je Viljem II. Škotski podprl ukinitev škofov v Škotski cerkvi in leta 1689 je škotski parlament obnovil prezbiterijansko politiko. Kot odgovor je veliko duhovnikov in vernikov zapustilo Škotsko cerkev, s čimer je dejansko ustanovljena neodvisna Škotska škofovska cerkev. Samo v Edinburgu je nastalo enajst zborovalnih hiš te odcepitve, vključno z kongregacijo, ki je postala Old St Paul's, ki je bila ustanovljena, ko je Alexander Rose, zadnji edinburški škof v ustanovljeni cerkvi, vodil večino svoje kongregacije iz St Gilesa.

### Štiri cerkve v eni: 1689–1843
Leta 1699 je bila sodna dvorana v severni polovici predelne stene Tolbooth spremenjena v Novo severno (ali Haddovo luknjo) Kirk. V parlamentih Združenja Škotske in Anglije leta 1707 je melodija Why Should I Be Sad on My Wedding Day? zazvonila iz nedavno postavljenega kariljona St Gilesa. Med jakobitsko vstajo leta 1745 so se prebivalci Edinburga sestali v St Gilesu in se dogovorili, da bodo mesto predali napredujoči vojski Charlesa Edwarda Stuarta.
Od leta 1758 do 1800 je Hugh Blair, vodilna osebnost škotskega razsvetljenstva in versko zmerni, služil kot minister High Kirk; njegove pridige so bile znane po vsej Britaniji in so v cerkev pritegnile Roberta Burnsa in Samuela Johnsona. Blairov sodobnik, Alexander Webster, je bil vodilni evangeličan, ki je s svoje prižnice v Tolbooth Kirku razlagal strogo kalvinistično doktrino.
V začetku 19. stoletja sta bila Luckenbooth in Tolbooth, ki sta obdajala severno stran cerkve, porušena skupaj s trgovinami, zgrajenimi okoli obzidja cerkve. Izpostavljenost zunanjosti cerkve je razkrila navzven nagnjene stene. Leta 1817 je mestni svet naročil Archibaldu Elliotu, naj pripravi načrte za obnovo. Elliotovi drastični načrti so se izkazali za kontroverzne in zaradi pomanjkanja sredstev niso storili ničesar.
Jurij IV. Britanski se je med svojim obiskom na Škotskem leta 1822 udeležil službe v High Kirku. Oglaševanje kraljevega obiska je spodbudilo obnovitev zdaj propadajoče zgradbe. Z 20.000 funti, ki sta jih zagotovila mestni svet in vlada, je bil William Burn pooblaščen za vodenje obnove. Burnovi prvotni načrti so bili skromni, toda pod pritiskom oblasti je Burn ustvaril nekaj, kar je bilo bližje Elliotovim načrtom.
Med letoma 1829 in 1833 je Burn cerkev bistveno spremenil: zunanjost je obdal s kamnom, dvignil streho cerkve in zmanjšal njen tloris. Dodal je tudi severna in zahodna vrata ter premaknil notranje predelne stene, da bi ustvaril cerkev v ladji, cerkev v koru in prostor za srečanja generalne skupščine Škotske cerkve v južnem delu. Med njimi sta križišče in severni transept tvorila veliko vežo. Burn je odstranil tudi notranje spomenike; zbirališče generalne skupščine v Prestonovi ladji; ter policijsko pisarno in gasilsko vozilo, zadnje posvetne prostore stavbe.
Burnovi sodobniki so bili razdeljeni na tiste, ki so mu čestitali za ustvarjanje čistejše in stabilnejše stavbe, in tiste, ki so obžalovali, kar je bilo izgubljeno ali spremenjeno. V viktorijanski dobi in prvi polovici 20. stoletja je Burnovo delo med komentatorji postalo daleč od priljubljenosti. Njegovi kritiki so vključevali Roberta Louisa Stevensona, ki je izjavil: »... vneti sodniki in zaveden arhitekt so ostrigli načrt moškosti in ga pustili revnega, golega in usmiljenja vrednega pretencioznega«. Od druge polovice 20. stoletja je bilo Burnovo delo priznano, da je cerkev zavaroval pred morebitnim propadom.
High Kirk se je vrnila na kor leta 1831. Tolbooth Kirk se je vrnila v ladjo leta 1832; ko so leta 1843 odšli v novo cerkev na Castlehillu, je ladjo zasedla kongregacija Haddo's Hole. Generalna skupščina je ugotovila, da je nova sejna dvorana neustrezna in se je tam sestala le enkrat, leta 1834; kongregacija Old Kirk preselila v prostor.

### Viktorijanska doba
Ob razpadu leta 1843 sta Robert Gordon in James Buchanan, ministra High Kirk, zapustila svoje skrbnike in ustanovljeno cerkev, da bi se pridružila novoustanovljeni Svobodni cerkvi. Znatno število njihove kongregacije je odšlo z njima; tako kot William King Tweedie, minister prvega štaba Tolbooth Kirk in Charles John Brown, minister Haddo's Hole Kirk. Kongregacija Old Kirk je bila leta 1860 zatrta.
Na javnem srečanju v Edinburgh City Chambers 1. novembra 1867 je William Chambers, založnik in lord provost Edinburga, najprej izrazil svojo ambicijo, da bi odstranil notranje predelne stene in obnovil St Giles' kot »Westminstrsko opatijo za Škotsko«. Chambers je naročil Robertu Morhamu izdelavo začetnih načrtov. Lindsay Mackersy, odvetnica in uradnica za seje High Kirk, je podpirala Chambersovo delo, William Hay pa je bil angažiran kot arhitekt; ustanovljen je bil tudi upravni odbor za nadzor oblikovanja novih oken in spomenikov.
Obnova je bila del gibanja za liturgično olepšanje v škotskem prezbiterijanstvu poznega 19. stoletja in mnogi evangeličani so se bali, da bo obnovljena cerkev sv. Gilesa bolj podobna rimskokatoliški cerkvi kot prezbiterijanski. Kljub temu je edinburški prezbiterij odobril načrte marca 1870 in High Kirk je bila obnovljena med junijem 1872 in marcem 1873: klopi in galerija so bili nadomeščeni s klopmi in stoli, prvič po reformaciji pa so postavili vitraž in orgle.
Obnova nekdanje Old Kirk in West Kirk se je začela januarja 1879. Leta 1881 je West Kirk zapustila St. Giles'. Med obnovo so odkrili številne človeške ostanke; te so prepeljali v petih velikih zabojih za ponovni pokop v Greyfriars Kirkyard. Čeprav si je uspel ogledati ponovno združeno notranjost, je William Chambers umrl 20. maja 1883, le tri dni preden je John Hamilton-Gordon, 7. grof Aberdeenski, lord visoki komisar generalne skupščine Cerkve Škotske, slovesno odprl obnovljeno cerkev; Chambersov pogreb je bil v cerkvi dva dni po njenem ponovnem odprtju.

## Arhitektura
Prva cerkev sv. Gilesa je bila verjetno majhna romanska stavba iz 12. stoletja s pravokotno ladjo in polkrožnim apsidalnim korom. Pred sredino 13. stoletja je bila južno od cerkve prizidana ladja. Arheološka izkopavanja v 1980-ih so pokazala, da je bila cerkev iz 12. stoletja verjetno zgrajena iz rožnatega in sivega peščenjaka. Izkopavanja so pokazala, da je bila prva cerkev zgrajena na obsežni glineni ploščadi, ustvarjeni za izravnavo strmega pobočja. Ta ploščad je bila obdana z mejnim jarkom.
Do leta 1385 je bila ta stavba verjetno nadomeščena z jedrom sedanje cerkve: glavno in stranskima ladjama s petimi travejami, križiščem in transepti ter korom s štirimi travejami. Cerkev so postopoma dograjevali med letoma 1387 in 1518. Po besedah Richarda Fawcetta je ta »skoraj naključen dodatek velikega števila kapel« ustvaril »izjemno zapleten načrt«. Posledično obilica zunanjih ladij je značilna za francosko srednjeveško cerkveno arhitekturo, a neobičajna v Veliki Britaniji.
Razen notranje pregraditve cerkve po reformaciji je bilo do obnovitve Williama Burna v letih 1829–1833 opravljenih nekaj pomembnih sprememb, ki so vključevale odstranitev več travej cerkve, dodajanje svetlobnega nadstropja ladji in transeptom in obroba zunanjosti cerkve v poliranem klesancem. Cerkev je bila med letoma 1872 in 1883 znatno obnovljena pod Williamom Hayem, vključno z odstranitvijo zadnjih notranjih predelnih sten. V poznem 19. stoletju so ob obodu cerkve dodali številne pritlične prostore. Robert Lorimer je v letih 1909–1911 v jugovzhodni kot cerkve prizidal kapelo Reda osata. Najpomembnejša poznejša obnova se je začela leta 1979 pod vodstvom Bernarda Feildena in Simpson & Brown: to je vključevalo izravnavo tal in preureditev notranjosti okoli osrednje obhajilne mize.

### Zunanjost
Zunanjost cerkve, z izjemo stolpa, izvira skoraj v celoti iz obnove Williama Burna v letih 1829–1833 in kasneje. Pred to obnovo je imela cerkev sv. Gilesa tisto, kar je Richard Fawcett imenoval »edinstveno zapleten zunanji videz« kot rezultat številnih razširitev cerkve; navzven so bile številne kapele poudarjene z zatrepi.
Po rušenju Luckenbootha, Tolbootha in trgovin, zgrajenih nasproti St Gilesa v zgodnjem 19. stoletju, so bili zidovi cerkve ponekod izpostavljeni nagnjenosti navzven za meter in pol. Burn je obdal zunanjost stavbe v poliran kamnom iz sivega peščenjaka iz Cullala v Fifeju. Ta plast je privezana na obstoječe zidove z železnimi sponami in se razlikuje po širini od osem palcev (20 centimetrov) na dnu zidov do 12,5 cm na vrhu. Burn je sodeloval z Robertom Reidom, arhitektom novih stavb na Parlamentarnem trgu, da bi zagotovil, da se bodo zunanjosti njunih stavb medsebojno dopolnjevale. Burn je bistveno spremenil profil cerkve: razširil je transepte, ustvaril svetlobno nadstropje v ladji, dodal nove vratne odprtine na zahodnem sprednjem delu ter severnem in južnem transeptu in posnemal zaobljen greben z vzhodnega konca cerkve po celotnem parapetu. Poleg kapele Reda osata so prizidki od Burnove obnove vključujejo dodatke Williama Haya iz leta 1883: sobe južno od Moray Aisle, vzhodno od južnega transepta in zahodno od severnega transepta; leta 1891 sta MacGibbon in Ross dodala zakristijo za ženske – zdaj trgovino – na vzhodu severnega transepta.
Burn je ustvaril simetrično zahodno fasado z zamenjavo zahodnega okna ladje Albany v severozahodnem vogalu cerkve z dvojno nišo in s premikanjem zahodnega okna notranje južne ladje, da bi ponovil to ureditev v južni polovici. Zahodna vrata izvirajo iz viktorijanske obnove in so delo Williama Haya: vrata so obdana z nišami, ki vsebujejo majhne kipe škotskih monarhov in cerkovnikov avtorja Johna Rhinda, ki je tudi izrezljal relief svetega Gilesa v timpanon. Kovinski del zahodnih vrat je delo Skidmoreja. Leta 2006 so Morris in Steedman Associates k zahodnim vratom dodali nove stopnice in dostopno rampo.
Da bi izboljšal dostop do Parlamentarnega trga, je Burn porušil najbolj zahodni dve traveji zunanje južne ladje, vključno z južno verando in vrati. Burn je prav tako odstranil zahodno ladjo iz ladje Svete krvi na jugu cerkve in s severne strani ladje odstranil severno verando skupaj s sosednjo ladjo. Izgubljene verande najverjetneje izvirajo iz poznega 15. stoletja in so bile primerljive le s tistimi v St John's Kirk, Perth in St Michael's Kirk, Linlithgow, kot največje dvonadstropne verande na škotskih srednjeveških cerkvah. Tako kot veranda v Linlithgowu, na kateri so verjetno temeljili, so imele tudi verande v St Gilesu vstopni lok pod strešnim oknom. Burn je ponovil to ureditev v novih vratih zahodno od Moray Aisle.
Ob obisku cerkve pred obnovo Burna je Thomas Rickman zapisal: »... nekaj oken ima ohranjene trakove, a z večine so jih odrezali«. Pogled na cerkev pred Burnovim restavriranjem prikazuje sekajoče se risbe v nekaterih oknih kora in zankaste vzorce v oknih ladje Svete krvi. Burn je ohranil risbo velikega vzhodnega okna, ki ga je obnovil John Mylne mlajši sredi 17. stoletja. V druga okna je Burn vstavil nove risbe, ki temeljijo na poznosrednjeveških škotskih primerih.

### Stolp in kronski zvonik
St Giles ima osrednji stolp nad križiščem: ta ureditev je pogosta v večjih škotskih srednjeveških posvetnih cerkvah. Stolp je bil zgrajen v dveh fazah. Spodnji del stolpa ima suličaste odprtine z vzorci v obliki črke Y na vsaki strani. To je bilo verjetno dokončano do leta 1416, v katerem letu Scotichronicon beleži gnezdenje štorkelj. Zgornja stopnja stolpa ima na vsaki strani grozde treh zašiljenih suličastih odprtin. Datum tega dela je negotov, vendar se lahko nanaša tako na globe, zaračunane za gradbena dela v St Gilesu leta 1486, kot na pravila iz leta 1491 za zidarskega mojstra in njegove ljudi.  Vsaj od leta 1590 je bila na stolpu številčnica ure, do leta 1655 pa so bile tri. Številčnice ure so bile odstranjene leta 1911.
Kronski zvonik St Gilesa je ena najbolj znanih in prepoznavnih znamenitosti Edinburga. Cameron Lees je o zvoniku zapisal: »Edinburg ne bi bil Edinburg brez tega«. Dendrokronološka analiza kronski zvonik datira med 1460 in 1467. Zvonik je eden od dveh ohranjenih srednjeveških kronskih zvonikov na Škotskem: drugi je na King's College v Aberdeenu in je iz leta 1505. John Hume je kronski zvonik sv. Gilesa označil za »veder opomin na imperialne težnje poznih monarhov Stuartov«. Zasnova pa je angleškega izvora, najdemo jo v cerkvi sv. Nikolaja v Newcastlu, preden je bila predstavljena na Škotskem v St Gilesu; srednjeveška cerkev St Mary-le-Bow v Londonu je morda imela tudi kronski stolp. Še en kronski zvonik je obstajal v župnijski cerkvi sv. Mihaela v Linlithgowu do leta 1821, drugi pa so bili morda načrtovani in morda začeti v župnijskih cerkvah Haddington in Dundee. Ti drugi primeri so sestavljeni samo iz diagonalnih zunanjih opornikov, ki izvirajo iz štirih vogalov stolpa; medtem ko je zvonik sv. Gilesa edinstven med srednjeveškimi kronami, saj je sestavljen iz osmih opornikov: štirje izvirajo iz vogalov in štirje izvirajo iz središča vsake strani stolpa.
Za prihod Ane Danske v Edinburg leta 1590 je bilo na grebene zvonika dodanih 21 vremenskih loput; te so bile odstranjene pred letom 1800 in nadomestne nameščene leta 2005. Zvonik je popravil John Mylne mlajši leta 1648. Mylne je dodal fiale na polovici grebenov opornikov; prav tako je v veliki meri odgovoren za sedanji videz osrednje fiale in je morda na novo zgradil parapet stolpa. Vremenski petelin na vrhu osrednjega vrha je ustvaril Alexander Anderson leta 1667; zamenjal je zgodnejši vremenski petelin iz leta 1567 Aleksandra Honeymana.

### Ladja
Serija Buildings of Scotland imenuje ladjo »arheološko najbolj zapleten del cerkve«. Čeprav je ladja iz 14. stoletja in je eden najstarejših delov cerkve, je bila od takrat bistveno spremenjena in razširjena.
Strop nad osrednjim delom ladje je obokan in kasetiran v ometu; to je bilo dodano med obnovo Williama Burna v letih 1829–1833. Burn je tudi povišal stene osrednjega dela ladje za 4,8 metra in dodal okna, da bi ustvaril svetlobno nadstropje. Burnu se običajno pripisuje odstranitev srednjeveškega obokanega stropa iz ladje; vendar o tem ni nobenih sodobnih zapisov in morda je bil odstranjen pred Burnovim časom. 
Konzole in stebre, ki vodijo do začetka obokov, je dodal William Hay leta 1882. Burn je prav tako odstranil podstrešje nad osrednjim delom ladje: to je vsebovalo več sob in cerkvenega zvonarja. Na steni nad zahodnim lokom križišča je opazen obris ladje pred obnovo Burn.
Hay je odgovoren tudi za sedanjo arkado. Burn je prej povečal srednjeveško arkado in zamenjal osmerokotne stebre iz 14. stoletja s stebri, ki temeljijo na primeru iz 15. stoletja v Albany Aisle. Hay je te stebre nadomestil z replikami osmerokotnih stebrov kora iz 14. stoletja. Prvotno je bila južna arkada ladje nižja, nad vsakim lokom pa je bilo po eno okno v cerkvi. Nižjo višino prvotne arkade nakazuje fragment loka, ki izvira iz jugozahodnega stebra križišča. Nad vsakim lokom arkade na južni strani ladje so še vedno vidni loki cerkvenih oken, ki so sedaj zazidani. Dva loka, ki sta najbližja križišču na arkadi južne ladje, kažeta višje loke, ki se verjetno nanašajo na srednjeveško shemo za povišanje arkade; vendar pa prisotnost teh slepih lokov v samo dveh zalivih nakazuje, da se je shema izkazala za neuspešno.

### Križišče in transepti
Stebri križišča segajo v prvotno gradbeno akcijo v 14. stoletju in so morda najstarejši del sedanje cerkve. Stebri so bili verjetno dvignjeni okoli leta 1400, ko sta nastala sedanji obok in luknja za zvon. Prve faze obeh transeptov so bile verjetno dokončane do leta 1395, v tem letu pa je bila severno od severnega transepta dodana ladja sv. Janeza.
Sprva se severni transept ni raztezal dlje od severne stene ladij in je imel tunelsko obokan strop na enaki višini kot tisti v križišču in ladjah. Zdi se, da so oboki med transeptom in severnimi ladjami kora in ladje iz 14. stoletja. Kapela sv. Janeza, ki se razteza severno od linije ladij, je bila dodana leta 1395; na njenem zahodnem koncu je bilo stopnišče za obračanje, ki je bilo ob obnovitvi Burna ponovno postavljeno v debel zid med ladjo St Eloi in severnim transeptom. Ostanki kapele sv. Janeza so vidni v vzhodni steni severnega transepta: med njimi so fragmenti obokov in srednjeveško okno, ki gleda na ladjo. Spodnja polovica tega okenskega krogovičja, vse do njegove prečke, je originalna; MacGibbon in Ross sta v letih 1889–91 zgornji polovici dodala ukrivljeno krogovičje. Pri obnovi Burna je bil severni transept povišan in vstavljeno svetlobno nadstropje in obokan strop iz mavca. Pregrada iz let 1881-83 Williama Haya prečka transept v skladu s prvotno severno steno in ustvarja preddverje za severna vrata. Pregrada vsebuje skulpture svetnikov zaščitnikov edinburškega združenja trgovcev Johna Rhinda in grb Williama Chambersa. Strop in odprte pregrade v preddverju je oblikovala Esmé Gordon in jih dodala leta 1940. Na zahodnem koncu te pregrade je viden fragment srednjeveškega krogovičja.
Sprva je južni transept segal le do linije južnih ladij; razširili so ga postopoma, ko so dodali ladje Preston, Chepman in Holy Blood. Prvotni banjasti obok je ostal vse do nerodno vstavljenega prečnega loka, podprtega na težkih zavihkih med notranjima lokoma transepta: ta lok je bil verjetno vstavljen po nastanku Prestonove ladje, ko so bili notranji loki transepta ustrezno razširjeni. Prečni lok nosi podaljšek spodnjega dela stolpa, vključno z oknom iz 15. stoletja. Med obnovo v Burnu je bil povišan južni transept, vstavljeno pa je bilo svetlobno nadstropje in obokan strop iz mavca.

### Kor
Serija Buildings of Scotland imenuje kor »najboljši del poznosrednjeveške župnijske cerkvene arhitekture na Škotskem«. Kor sega v dve gradbeni obdobji: eno v 14. in drugo v 15. stoletje. Arheološka izkopavanja kažejo, da je bil kor pred deli sredi 15. stoletja v eni sami fazi razširjen na skoraj sedanjo velikost.
Kor je bil sprva zgrajen kot dvoranska cerkev: kot tak je bil edinstven na Škotskem. V to začetno obdobje gradnje sodijo zahodne tri traveje kora. Arkade teh obokov podpirajo preprosti osmerokotni stebri. Sredi 15. stoletja so na vzhodni konec kora dodali dve odprtini, osrednji del pa dvignili, da bi ustvarili svetlobno nadstropje pod kamnitim obokanim stropom. Nad nekaterimi kapiteli kornih stebrov so še vidni sklepniki prvotnega oboka, nad vzhodnim lokom križišča pa je viden obris prvotne strehe. Groteska na stičišču sredinskega rebra stropa in vzhodne stene stolpa je lahko fragment cerkve iz 12. stoletja. Dva stebra in dva polstebra, zgrajena med to širitvijo v najbolj vzhodnih travejah kora, sta po vrsti podobna tistim v Albany Aisle.
Od dveh stebrov, dodanih med to razširitvijo, je severni znan kot Kraljev steber, saj njegov kapitel nosi grb Jakoba III. na vzhodni strani; Jakoba II. na njeni zahodni strani; Marije Guelderske na njegovi severni strani; in Francije na njegovi južni steni. Ti grbi datirajo med rojstvom Jakoba II. leta 1453 in smrtjo Marije Guelderske leta 1463; nepopolni rob v grbu Jakoba II. morda nakazuje, da je bil mrtev, ko se je delo začelo, kar je datirano po letu 1460. Južni steber je znan kot mestni steber. Njegov kapitel nosi grb Williama Prestona iz Gortona na vzhodni strani; Jamesa Kennedyja, škofa St Andrewsa na njegovi zahodni strani; Nicholasa Otterbourneja, vikarja Edinburga na njegovi severni strani; in Edinburg na njegovi južni strani. Južni polsteber nosi grb Thomasa Cranstouna, glavnega sodnika v Edinburgu; severni polsteber nosi grb Alexandra Napierja iz Merchistona, provosta Edinburga. Arheološka izkopavanja v 1980-ih so odkrila dokaze, da so ta dela in nastanek Prestonove ladje morda delno spodbudila strukturna okvara delov cerkve zaradi slabih temeljev in potrebe po prenovi.

## Kulturne upodobitve
Resnični pobeg obsojenega tihotapca Georgea Robertsona iz Tolbooth Kirk med bogoslužjem leta 1736 je izmišljen v The Heart of Midlothian Walterja Scotta (1818).
St Giles' je dvakrat omenjen v The Prime of Miss Jean Brodie avtorice Muriel Spark (1961): prvič kot kraj mimo naslovne junakinje in njenih učencev na sprehodu po Edinburgu in spet kot eden od »simbolov temno in strašno odrešitev«, o kateri razmišlja protagonist Sandy Stranger.
V Disorderly Knights (1966), četrti knjigi serije Dorothy Dunnett Lymond Chronicles, protagonist, sir Francis Crawford iz Lymonda, priseže v Lauder Aisleu St Gilesa in se dvoboji s sirom Grahamom Reidom Malettom na stopnicah cerkvenega velikega oltarja.
V Avengers: Infinity War (2018) je St Giles ena od lokacij boja med junaki in Thanosovim črnim redom. Prizori so bili posneti okoli stolnice spomladi 2017.